# زره (کالبدشناسی)

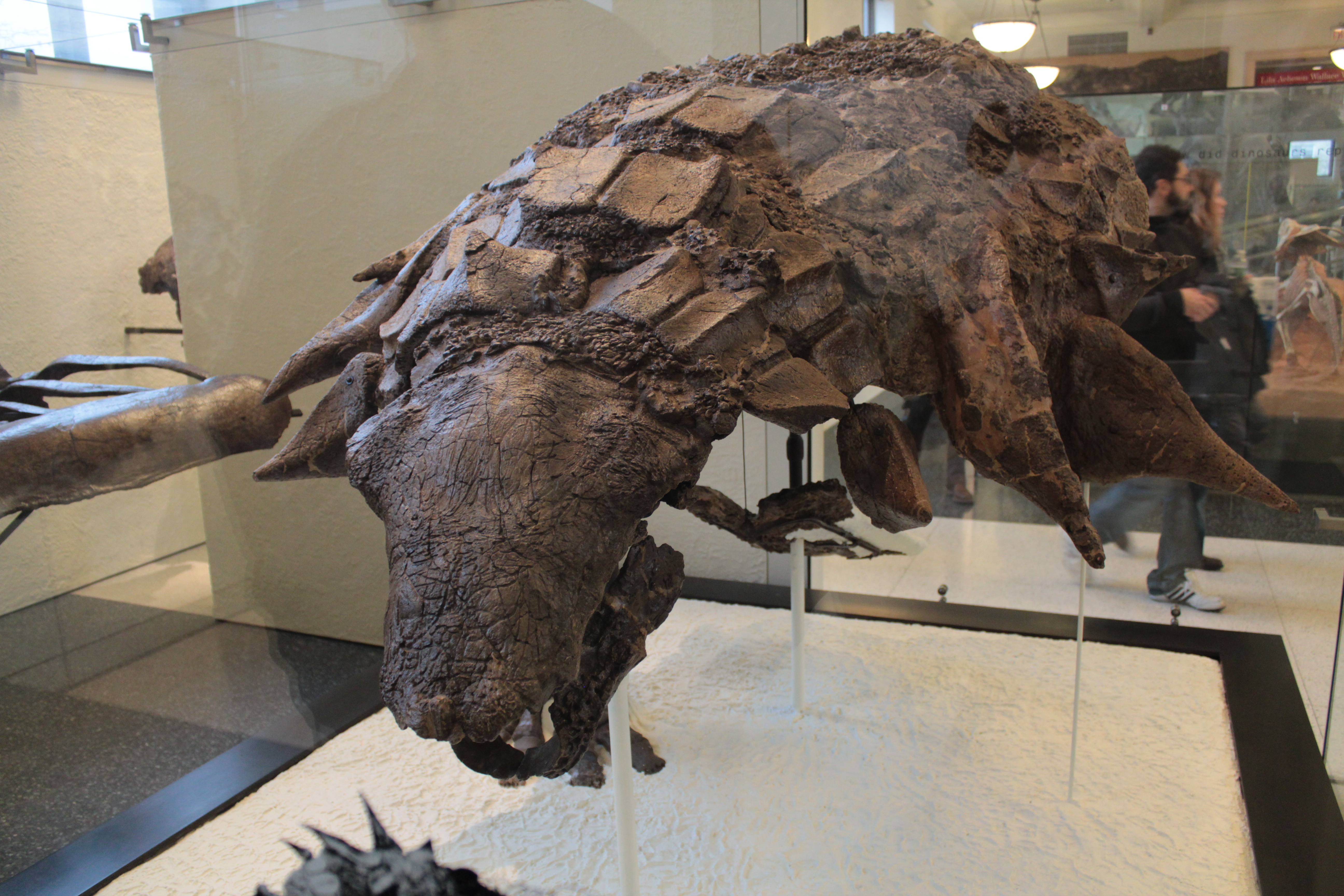
زره فسیل‌شده ادمونتونیا، نمونه AMNH 5665

زره (به انگلیسی: Armour) در جانوران حفاظت خارجی یا سطحی در برابر حمله شکارچیان است که به عنوان بخشی از بدن (به جای استفاده رفتاری از اشیاء خارجی محافظ)، معمولاً از طریق سخت شدن بافت‌های بدن، رشد بیرونی یا ترشحات تشکیل می‌شود؛ بنابراین بیشتر در گونه‌های "شکار (طعمه)" توسعه یافته است.
ساختارهای زرهی معمولاً از رسوب‌های معدنی سخت‌شده، کیتین، استخوان یا کراتین تشکیل شده‌اند.